# جوني أوين (سياسي)
جوني أوين (بالإنجليزية: Johnny Owen)‏ هو سياسي أمريكي، ولد في 11 فبراير 1907 في نيوبورت في الولايات المتحدة، وتوفي في 2 مارس 1978 في إنغليووود في الولايات المتحدة. حزبياً، نشط في الحزب الديمقراطي.